# Lars Stindl
Lars Stindl (ur. 26 sierpnia 1988 w Spirze) – niemiecki piłkarz występujący na pozycji pomocnika w niemieckim klubie Karlsruher SC. W latach 2017–2018 reprezentant Niemiec. Najwięcej występów w swojej karierze zaliczył dla Borussii Mönchengladbach.

## Kariera klubowa
Stindl treningi rozpoczął w drużynie TSV Wiesental. W 2000 roku przeszedł do juniorów zespołu Karlsruher SC. Na początku 2007 roku został włączony do jego rezerw, grających w Regionallidze Süd. 15 marca 2008 roku w przegranym 0:1 meczu Bundesligi zadebiutował w pierwszej drużynie Karlsruher SC. 29 listopada 2008 roku w przegranym 2:3 spotkaniu z Hannoverem 96 strzelił pierwszego gola w Bundeslidze. W 2009 roku spadł z zespołem do 2. Bundesligi.
W 2010 roku Stindl przeszedł do pierwszoligowego Hannover 96. Zadebiutował tam 21 sierpnia 2010 roku w wygranym 2:1 pojedynku z Eintrachtem Frankfurt.
25 marca 2015 roku Hannover 96 potwierdził transfer kapitana zespołu do Borussii Mönchengladbach, która zapłaciła klauzulę zawartą w kontrakcie Larsa. Kwota transferu wyniosła 3 mln euro.

## Kariera reprezentacyjna
Występował w reprezentacji do lat 20 oraz 21.
6 czerwca 2017 zadebiutował w seniorskiej reprezentacji Niemiec, w zremisowanym 1:1 meczu towarzyskim z Danią, gdzie zaliczył asystę przy bramce Joshuy Kimmicha.

## Sukcesy

### Niemcy
- Puchar Konfederacji: 2017

### Indywidualne
- Brązowy But dla trzeciego najlepszego strzelca Pucharu Konfederacji 2017